# 와타나베 나오코 (1959년)
와타나베 나오코(일본어: 渡辺 菜生子 わたなべ なおこ[*], 1959년 11월 21일 ~ )는 일본의 성우. 도쿄도 스기나미구 출신. 아오니 프로덕션 소속. 대표 캐릭터는 드래곤볼의 푸알과 치치, 정글은 언제나 맑음 뒤 흐림의 구우.